# Back to Black (dal)
A Back to Black Amy Winehouse angol énekes-dalszerző dala, amely 2007. április 30-án jelent meg az Island Records gondozásában az azonos című (2006) második stúdióalbumának harmadik kislemezeként. A dalt Winehouse és Mark Ronson írta, és az utóbbi volt a producere. A Back to Black-et Winehouse és Blake Fielder-Civil kapcsolata ihlette, aki elhagyta őt egy volt barátnője miatt.
A Back to Black univerzális elismerést kapott a zenei kritikusoktól, akik általánosságban dicsérték az 1960-as évek lánybandáira emlékeztető hangzását. Több év- és évtized végi listán is szerepelt a legjobbak között, és Winehouse egyik meghatározó dalának tekintik. A kislemez az Egyesült Királyságban a brit kislemezlista nyolcadik helyén végzett, és Winehouse harmadik legkelendőbb kislemeze az országban. A dalból számos előadó készített feldolgozást; a legjelentősebb Beyoncé és André 3000 verziója A nagy Gatsby (1925) című regény 2013-as filmadaptációjának soundtrackjéhez.
A Winehouse életéről és haláláról szóló dokumentumfilm, az Amy – Az Amy Winehouse-sztori (2015) tartalmaz egy felvételt, amelyen Winehouse 2006 márciusában Mark Ronsonnal felveszi a dalt, illetve az a cappella változat helyet kapott a film filmzenéjén.

## Háttér és kompozíció
A Back to Black-et Amy Winehouse és Mark Ronson írta, utóbbi volt a producer is. A számot három stúdióban vették fel: a New Yorkban található Chung King és Daptone stúdiókban, valamint a londoni Metropolis stúdióban.
A Back to Black-et a Blake Fielder-Civilrel való kapcsolata ihlette. A férfi elhagyta Winehouse-t egy volt barátnője miatt, így a lány „sötétségbe” vonult, ami alatt a hallgató az ivást és a depressziót értheti. A „Black”-et néha a heroinra való utalásnak tekintették, de ez pontatlan, mivel Winehouse heroinhasználata csak a Fielder-Civil-lel való későbbi házassága után (2007 májusában) kezdődött, amit Asif Kapadia dokumentumfilmje is megerősített.
A Back to Black D-mollban íródott. A dal a klasszikus soul zene elemeit tartalmazza. Hangzását és ritmusát az 1960-as évek lánybandáihoz hasonlónak jellemezték. Produkciójában kitűnik a Wall of Sound hangzás. Winehouse a sértettség és a keserűség érzéseit fejezi ki egy barátja miatt, aki elhagyta őt; azonban a dalszövegek során „erős marad”, amit a nyitó sorok példáznak: „Nem hagyott időt a sajnálkozásra / Nedvesen tartotta a f*rkát / A régi jól bevált helyen / Én és az én büszkeségem / És a felszáradt könnyeim / Folytatjuk a pasim nélkül”. A dal lírai tartalma egy kapcsolat szomorú búcsúztatásából áll, a dalszövegek őszinték. A Slant Magazine írója, Sal Cinquemani felvetette, hogy a főszereplő szeretője egy másik nő helyett talán inkább a kokain mellett elkötelezve. John Murphy a musicOMH-tól a dal bevezetőjét Jimmy Mack dalaihoz hasonlította, hozzátéve, hogy „sokkal sötétebb helyen” folytatódik, mint az említett művész munkássága.

## A kritikusok értékelései
A dal általános kritikai elismerést kapott a zenekritikusoktól. A 4Music weboldal egyik írója a tízből tíz csillagot adott a dalnak egy kritikában, mondván, hogy ugyanolyan jó, mint az 1960-as évekbeli lányegyüttesek klasszikusai, amelyek hatással voltak rá. Az író dicsérte az „alaposan modern Amyt, aki saját dalokat ír a szerelemről, a szexről és a drogokról, és tudja, mit gondol, de mégis úgy bántják, ahogy csak a felnőtteket lehet bántani”. Matt Harvey a BBC-től úgy érezte, hogy a dal Phil Spector és Scott Walker énekesek „hangzásbeli örökségének” köszönhető, és „egy megkínzott szörnyetegnek nevezte a számot – Amy azt a fajta vokális mélységet mutatja be, amiről Marc Almond mindig is álmodott”. Az AllMusic írója, John Bush univerzálisnak találta a dalt, és úgy vélte, hogy akár Joss Stone is a zenei listák élére vihetné. Alex Denney a Drowned in Sound weboldalról úgy találta, hogy a Back to Blackben a „keménység és a komolyság” leginkább a címadó dalban mutatkozik meg egy „szívbemarkoló keveréssel” és egy férfi nőcsábászáról szóló szöveggel.
2007-ben a dal a 39. helyre került a Popjustice által összeállított, az év legjobb zenéit tartalmazó listán. A Slant Magazine is megemlítette az év legjobb kislemezeit tartalmazó listáján, Sal Cinquemani pedig azt írta: „[Ez] nem csak az énekesnő, hanem Mark Ronson producer legjobb pillanata is”. A Rolling Stone magazin írói a Back to Black-et a 98. helyre tették a 2000-es évek 100 legjobb dalának listáján, dicsérve Winehouse védjegyének számító „viharosan soulos” énekhangját és érzékenységet, és a 2021-es cikk előtt a szám a 79. helyre került a „Minden idők 500 legjobb dalának” listáján. Az NME szerkesztői a 61. helyre sorolták a magazin által összeállított listán, és azt írták, hogy a dal bizonyítja az album valódi mélységét, majd hozzátették: „Kemény arcú és megtört lelkű, tudatos vergődése mindenkit megszólított, akinek valaha is volt egy nyúlfarknyi pillanata”. A Back to Black Winehouse egyik meghatározó dalának számít. Justin Myers az Official Charts Company számára azt írta, hogy ez az énekesnő „leggyötrelmesebb” dala, miközben „szívszorítóan önéletrajzi ihletésű”. Tim Chester az NME-től szintén azt írta, hogy a Back to Black az a dal, amellyel az énekesnőre halála után emlékezni kell, a Motown hatása a védjegyévé vált énekesi előadásmódban, valamint az erőteljes szövegben.
2019 júliusában a dal a BBC Radio 4 Soul Music című műsorának témája volt. Az epizódban közreműködött Donald Brackett, a Back to Black: Amy Winehouse's Only Masterpiece szerzője.

## Kereskedelmi teljesítmény
Megjelenése előtt a dal öt egymást követő héten keresztül szerepelt a brit kislemezlistán csak a letöltések alapján, és a 40. helyig emelkedett. A kislemez 2007-ben a 25. helyig jutott a listán, miután fizikai formátumban is megjelent, és ez lett a csúcspozíciója az országban. A dal eddig 34 nem egymást követő hetet töltött a brit kislemezlistán. A Rehabbel együtt újra belépett a chartra. A dal a BBC Radio 1 The B List Playlist című műsorában szerepelt a május 2-án kezdődő héten. 96 000 darabos eladással a Back to Black az Egyesült Királyság 85. legnagyobb példányszámban eladott kislemeze lett 2007-ben. 2011. július 31-én, halálát követően a dal a nyolcadik helyen került be a brit kislemezlistára, ami egyben új csúcspozíciót és második top tízes slágert jelentett az Egyesült Királyságban. 2014 szeptemberéig a Back to Black 340 000 példányban kelt el az Egyesült Királyságban, és Winehouse harmadik legkelendőbb kislemeze az országban. Amerikában az évek óta tartó erős digitális eladásainak köszönhetően a Back to Black 2015 januárjában platina minősítést kapott az RIAA-tól több mint egymillió digitális eladás után.

## Videóklip
A videoklipet Phil Griffin rendezte, és egy gyászmenetet mutat be, amelyben Winehouse egy síremlék felett gyászol, amelyen az áll: „R.I.P. Amy Winehouse szíve”. A sírkőről készült felvételt az énekesnő 2011-ben bekövetkezett halála után kivágták. A videót elsősorban a londoni Stoke Newingtonban, a Gibson Gardens és a Chesholm Road közelében forgatták. A temetői jeleneteket az északkelet-londoni Abney Park temetőben vették fel. Winehouse hivatalos honlapja szerint „Amy Back in Black című dalának új, lenyűgöző klipje gyönyörűen és művészien fekete-fehérben készült, és képi világában egy kudarcra ítélt szerelmet hasonlít össze egy temetéssel”. A 2007-es Music of Black Origin Awards (MOBO) díjátadón a klipet A legjobb videó kategóriában jelölték, de Kanye West Stronger (2007) című dalával szemben alulmaradt. Myers az Official Charts Company-tól „szuperszomorúnak” ítélte a klipet, és úgy érezte, hogy továbbviszi a dal fő témáját, a búcsút. 2022 decemberéig a videónak több mint 850 millió megtekintése van a YouTube-on.

## A kislemez dalai és formátumai
| UK CD single 1. Back to Black – 4:00 2. Valerie (Jo Whiley Live Lounge) – 3:53 3. Hey, Little Rich Girl – 3:33 4. Back to Black (Video) UK limited edition white 7" single - A oldal: 1. Back to Black – 4:00 - B oldal: 1. Back to Black (The Rumble Strips Remix) – 3:48 | UK 12" maxi single - A oldal: 1. Back to Black (Steve Mac Vocal) – 6:12 2. Back to Black (Steve Mac Smack Dub) – 6:15 - B oldal: 1. Back to Black – 4:00 2. Back to Black (Mushtaq Vocal Remix) – 4:03 Digitális kislemez 1. Back to Black (Original Demo) |  |

Digitális letöltés – Remixes & B-Sides EP (2015)
1. Back to Black (The Rumble Strips Remix) – 3:49
2. Back to Black (Mushtaq Vocal Remix) – 4:03
3. Back to Black (Original Demo) – 3:01
4. Back to Black (Vodafone Live at TBA) – 3:53
5. Back to Black (Steve Mac Vocal) – 6:03

## Közreműködők
- Amy Winehouse – vokálok
- Mark Ronson – tambura, zenekari összeállítás, producer, felvételek
- Nick Movshon – basszusgitár
- Homer Steinweiss – dobok
- Thomas Brenneck – gitár
- Binky Gripite – gitár
- Victor Axelrod – zongora
- Vaughan Merrick – taps, felvételek
- Perry Montague-Mason – hegedű, zenekarvezető
- Chris Elliot – zenekari hangszerelés, karmester
- Isobel Groffiths – zenekari vállalkozó
- Chris Tombling, Mark Berrow, Warren Zielenski, Liz Edwards, Boguslaw Kostecki, Peter Hanson, Jonathan Rees, Tom Pigott Smith, Everton Nelson – hegedű
- Jon Thorne, Katie Wilkinson, Bruce White, Rachel Welt – brácsa
- Anthony Pleeth, Joely Koos, John Heley – cselló
- Andy Macintosh – altszaxofon
- Chris Davies – altszaxofon
- Jamie Talbot – tenorszaxofon
- Dave Bishop – baritonszaxofon
- Frank Ricotti – ütőhangszerek
- Gabriel Roth – zenekari összeállítás
- Tom Elmhirst – hangkeverés
- Dom Morley – hangmérnöki asszisztens
- Jesse Gladstone – felvételi asszisztens
- Mike Malowski – felvételi asszisztens
- Stuart Hawkes – maszterelés

## Helyezések
| Lista (2007–2008)                     | Legjobb helyezés |
| ------------------------------------- | ---------------- |
| Ausztria (Ö3 Austria Top 40)          | 3                |
| Belgium (Ultratop 50 Flanders)        | 32               |
| Belgium (Ultratip Wallonia)           | 12               |
| Csehország (Rádio Top 100)            | 79               |
| Dánia (Tracklisten Top 40)            | 38               |
| Európa (European Hot 100 Singles)     | 69               |
| Németország (Media Control Charts)    | 8                |
| Görögország (IFPI)                    | 1                |
| Írország (IRMA)                       | 33               |
| Olaszország (FIMI)                    | 12               |
| Skócia (Scottish Singles Top 40)      | 20               |
| Spanyolország (PROMUSICAE)            | 49               |
| Svájc (Schweizer Hitparade)           | 10               |
| Egyesült Királyság (UK Singles Chart) | 25               |
| Egyesült Királyság (UK R&B Chart)     | 5                |

| Lista (2011)                                  | Legjobb helyezés |
| --------------------------------------------- | ---------------- |
| Ausztrália (ARIA)                             | 56               |
| Ausztria (Ö3 Austria Top 40)                  | 23               |
| Európa (Euro Digital Songs)                   | 8                |
| Franciaország (Single Top 100)                | 15               |
| Németország (Media Control Charts)            | 18               |
| Írország (IRMA)                               | 11               |
| Izrael (Media Forest)                         | 6                |
| Olaszország (FIMI)                            | 3                |
| Hollandia (Top 40)                            | 18               |
| Hollandia (Single Top 100)                    | 18               |
| Skócia (Scottish Singles Top 40)              | 13               |
| Spanyolország (PROMUSICAE)                    | 10               |
| Svájc (Schweizer Hitparade)                   | 8                |
| Egyesült Királyság (UK Singles Chart)         | 8                |
| Egyesült Királyság (UK R&B Chart)             | 4                |
| US Digital Songs (Billboard)                  | 55               |
| US R&B/Hip-Hop Digital Song Sales (Billboard) | 19               |

| Lista (2015)                          | Legjobb helyezés |
| ------------------------------------- | ---------------- |
| US R&B Digital Song Sales (Billboard) | 18               |

| Lista (2021)                 | Legjobb helyezés |
| ---------------------------- | ---------------- |
| Magyarország (Single Top 40) | 33               |

| Lista (2007)             | Helyezés |
| ------------------------ | -------- |
| Egyesült Királyság (OCC) | 85       |

| Lista (2008)                         | Helyezés |
| ------------------------------------ | -------- |
| Ausztria (Ö3 Austria Top 40)         | 13       |
| Európa (European Hot 100 Singles)    | 97       |
| Németország (Official German Charts) | 48       |
| Svájc (Schweizer Hitparade)          | 33       |
| Egyesült Királyság (OCC)             | 165      |

## Minősítések és eladási adatok
| Régió | Minősítés  | Eladott példányszám |
| --- | ---------- | ------------------- |
| Brazília (Pro-Música Brasil) | gyémánt    | 250 000‡            |
| Dánia (IFPI Denmark) | platina    | 90 000‡             |
| Németország (BVMI) | 3× arany   | 450 000‡            |
| Görögország (IFPI Greece) | platina    | 15 000^             |
| Olaszország (FIMI) | 2× platina | 65,000              |
| Spanyolország (PROMUSICAE) | arany      | 25 000^             |
| Svájc(IFPI Switzerland) | platina    | 30 000^             |
| Egyesült Királyság (BPI) | 3× platina | 1 800 000‡          |
| Egyesült Államok (RIAA) | platina    | 1 000 000‡          |
| * Eladási példányszámok kizárólag a minősítés alapján. ^ Kiszállítási példányszámok kizárólag a minősítés alapján. ‡ Eladási+streaming példányszámok kizárólag a minősítés alapján. |            |                     |

## Fordítás
Ez a szócikk részben vagy egészben  a   Back to Black (song) című angol Wikipédia-szócikk fordításán alapul.  Az eredeti cikk szerkesztőit annak laptörténete sorolja fel. Ez a jelzés csupán a megfogalmazás eredetét és a szerzői jogokat jelzi, nem szolgál a cikkben szereplő információk forrásmegjelöléseként.